# Психологике свакодневног живота (књига)
Психологике свакодневног живота: прилози колективној емоционалној писмености - текстови из Политике је књига колумни Зорана Миливојевића објављена 2014. године у издању "Psihopolis institut" из Новог Сада. Ово је друга од четири објављене књиге у којима су сабрани текстови које је аутор објављивао у дневном листу "Политика".

## Аутор књиге
Зоран Миливојевић (1957) је др мед. психотерапеут с дугогодишњом праксом у индивидуалној, партнерској и групној терапији. Предаје на Универзитету Сигмунд Фројд у Бечу. Написао је неколико уџбеника и књига од којих се издвајају: Формуле љубави, Емоције, Игре које играју наркомани – Трансакциона анализа проблематичног узимања дрога. Заједно са Душаном Кецмановићем је објавио уџбеник Психијатрија, као и са Љубомиром Ерићем књиге Психотерапија, Сексуалне дисфункције и Динамичка психијатрија. У сарадњи са словеначким колегама објавио је илустровани приручник Мала књига за велике родитеље.Утемељио је социјалну психотерапију која користи медије којој је циљ да терапијске поруке допру до шире публике. У неколико књига: Уловити љубав, Психологике свакодневног живота, Психологичким списима и Родитељовање: о оптималном васпитању сабрао је текстове које је годинама објављивао у "Политици".
Живи и ради у Новом Саду и Љубљани.

## О књизи
Психологике свакодневног живота: прилози колективној емоционалној писмености је је друга од укупно четири књиге у којима су сабрани текстови које је аутор објављивао у дневном листу "Политика". Пре објављивања ове књиге сабране колумне из "Политике" објављене су у књизи Уловити љубав са текстовима од марта 2009. до септембра 2011, затим након ове Психологички списи са текстовима од септембра 2014. до септембра 2017, и Родитељовање: о оптималном васпитању, где се налазе текстови у којима се Миливојевић бави проблемима васпитања објављивани од марта 2009. до септембра 2017.
У овој књизи је сабрано 156 текстова објављиваних од септембра 2011. до септембра 2014. Аутор се бавио различитим актуелним питањима и важним животним темама с којима се свакодневно сусрећемо и писао текстове који нам могу помоћи да боље разумемо себе, друге и друштвене појаве.
Текстови који су сабрани у књизи доказују да психотерапеути верују да је свако људско понашање логично, а аутор је уверен да ови кратки »психологични« текстови у медијима могу допринети колективној психолошкој или емоционалној писмености.
Колумне су у књизи поређане хронолошки, онако како су и објављиване у "Политици". Прва колумна носи назив Поновно зближавање, а последња која је уврштена у књигу је Сналажљивост.